# Parentia stenurus
Parentia stenurus är en tvåvingeart som först beskrevs av Loew 1858. Parentia stenurus ingår i släktet Parentia, och familjen styltflugor. Inga underarter finns listade i Catalogue of Life.